# Kondolovo, Burgas
Kondolovo (în bulgară Кондолово) este un sat în comuna Țarevo, regiunea Burgas,  Bulgaria. 

## Demografie
Componența etnică a satului Kondolovo
     Bulgari (100%)
     Nicio identificare (0%)
     Altele (0%)
La recensământul din 2011, populația satului Kondolovo era de 14 locuitori. Din punct de vedere etnic, toți locuitorii erau bulgari.